# Vol Alitalia 4128
Le 23 décembre 1978, le Douglas DC-9 assurant le vol Alitalia 4128 s'écrasa en mer Tyrrhénienne, à environ 3 km au nord de Palerme. Parti de l'aéroport Leonardo da Vinci de Rome, il se trouvait en approche sur l'aéroport de Palerme, en Sicile.  
Sur les 129 passagers et membres d'équipage présents à bords, seul 21 ont survécu, secourus par des bateaux de pêche à proximité, ce qui en fit, à l'époque, le deuxième accident aérien le plus meurtrier de l'histoire de l'Italie, derrière celui du vol Alitalia 112, survenue six ans auparavant. 

## Déroulement des faits
Il s'agissait d'un vol supplémentaire pour Noël, assuré par un Douglas DC-9-32 baptisé Isola di Stromboli. L'enquête a conclu à une erreur de pilotage, l'avion étant descendu trop vite et les pilotes, croyant être plus proches de la piste qu'ils ne l'étaient en réalité, n'ayant pas remis les gaz comme la procédure le prévoyait.  
En approche VOR/DME sur la piste 21, effectuée aux instruments, de nuit, l'avion devait passer la distance de 3 nautiques DME (5,5 km) à 700 pieds et entamer à ce point une procédure de remise de gaz si la piste n'était pas en vue. Pourtant, la descente se poursuivit jusqu'à 150 pieds (45 m) au-dessus de la mer, à 3,2 km de l'aéroport de Palerme – Punta Raisi, comme si l'équipage croyait être relativement proche de la piste à cause de lumières près de l'aéroport et tentait de la repérer.   
Au cours des 9 dernières secondes, le DC-9 volait à 150 nœuds (280 km/h), sensiblement en palier peu au-dessus de la mer. Puis il perdit de l'altitude, son aile droite percuta l'eau et il finit sa course dans la mer. 
L'aéroport n'était équipé que d'un radar primaire Plessey ACR430, aux capacités limitées (zone aveugle en raison des échos fixes dans les 3 derniers kilomètres), et sans report d'altitude en raison de l'absence de radar secondaire. 
Le vent était fort, jusqu'à 30 nœuds de sud à sud-ouest, avec une bonne visibilité. Le commandant de bord était expérimenté sur Caravelle, mais comptait seulement 418 heures de vol sur DC-9. Le copilote, aux commandes, n'était pilote que depuis 3 mois, avec 173 heures de vol sur DC-9. 